# مدار إهليلجي

جرم يدور في مدار إهليلجي، ويقع الجرم المركزي (الشمس) في إحدى بؤرتي المدار.

كان الاعتقاد لدى علماء الفلك إبان مرحلة الفيزياء الكلاسيكية أن الكواكب تدور حول الشمس ضمن مدارات دائرية. ظل هذا الاعتقاد سائدا حتى مطلع القرن السابع عشر الميلادي عندما تبين للعالم الألماني جوهانز كبلر أن هذه المدارات ليست دائرية تماما وإنما يظهر على طرفيها قليل من الانبعاج أو ما يعرف بالتفلطح بحيث تبدو بيضاوية وإهليلجية الشكل.
كما أن العالم أبو إسحق البطروجي هو أول من أشار بأن حركة الكواكب السيارة بأنها إهليلجية.[بحاجة لمصدر]
ومن الجدير بالذكر أن مدارات الكواكب ليست كلها اهليجية؛ فكوكب نبتون وكوكب الزهرة والكوكب القزم بلوتو تتمتع بمدارات دائرية تقريباً، بينما ترسم بقية كواكب المجموعة الشمسية مدارات اهليجية ولكنها قريبة من المدار الدائري، بحيث لا تزيد نسبة التفلطح في مدار كوكب الأرض عن 0.0034 و مدار كوكب المريخ عن 0.0052 بينما تبلغ نسبة التفلطح هذه أعلاها في مدار كوكب زحل حيث تبلغ ما نسبته 0.1076.